# William James Mayo

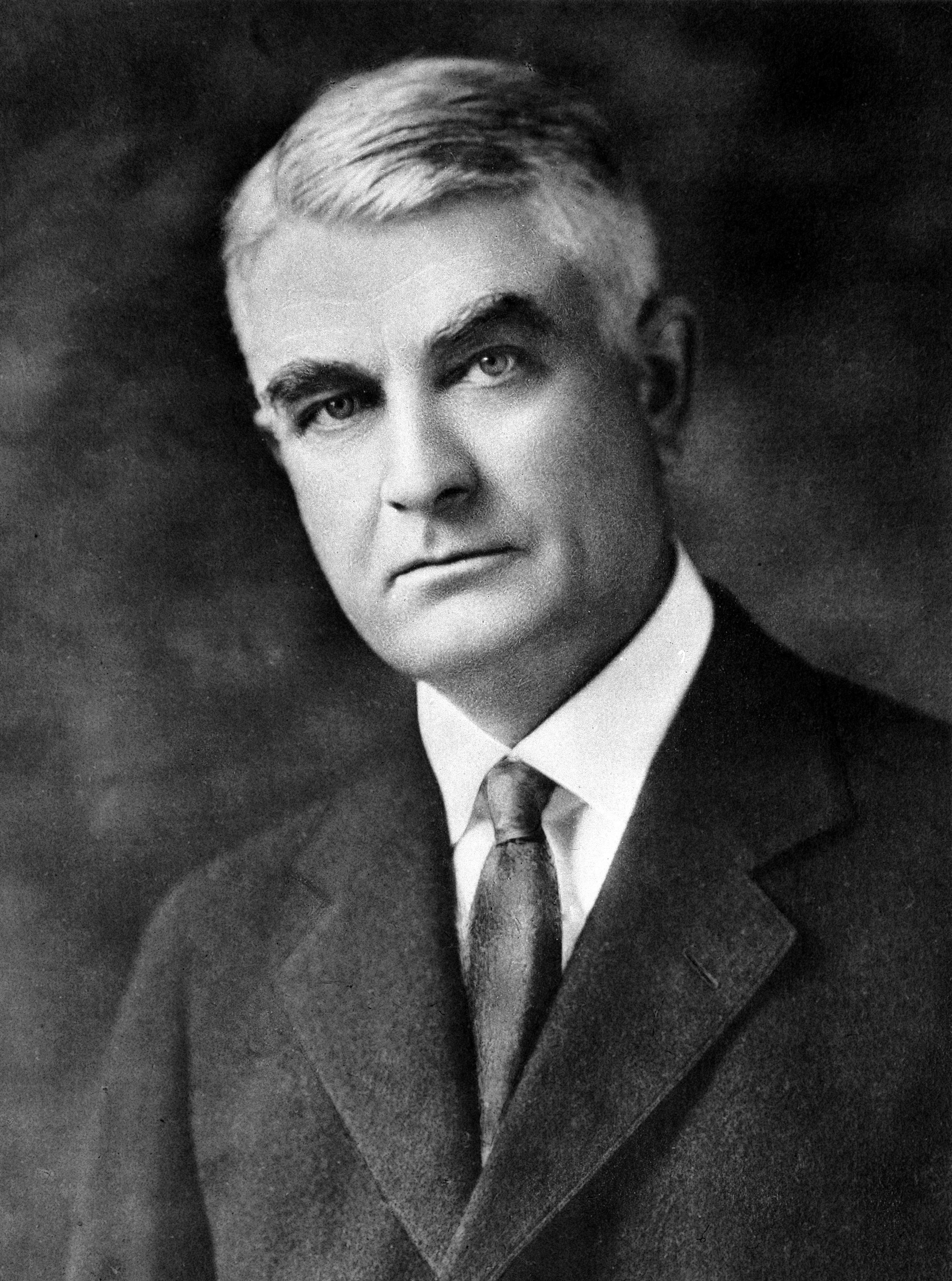
William James Mayo

William James Mayo (* 29. Juni 1861 in Le Sueur, Minnesota; † 28. Juli 1939 in Rochester, Minnesota), genannt Will Mayo, war ein US-amerikanischer Chirurg und Mitgründer der Mayo Clinic.

## Werdegang
Mayo machte den Abschluss seines Studiums der Medizin 1883 an der University of Michigan und wurde im selben Jahr dort promoviert. Nachdem ein Tornado im August 1883 Rochester heimgesucht hatte, half er seinem Vater William Worrall Mayo beim Betrieb einer provisorischen Klinik. Zusammen mit diesem und seinem Bruder Charles Horace gründete er 1889 das Saint Marys Hospital. In den folgenden Jahren wurde daraus eine moderne Klinik, die als Mayo Clinic Weltruf genießt.
Will Mayo selbst wurde zu einem der gefragtesten Chirurgen der USA, der vor allem durch seine fächerübergreifende Behandlung Maßstäbe setzte. 1921 wurde er in die American Academy of Arts and Sciences gewählt.

## Veröffentlichungen (Auswahl)
- William Mayo: Surgery of the large intestine. In: Annales of Surgery. Band 200, 1909.